# Robert Ker Porter
Robert Ker Porter est un peintre et voyageur orientaliste écossais né en 1777, à Durham, et décédé en 1842 à Saint-Pétersbourg (Russie).

## Biographie
Issu d’une famille d’artistes, il étudie les arts à la Royal Academy de Londres. Après avoir peint des scènes de batailles, il émigre en Russie où il peint pour le compte du tsar. Il voyage ensuite en Scandinavie, et est adoubé chevalier par Gustave IV de Suède en 1804, puis en Espagne et de nouveau en Russie où il se marie avec une princesse russe en 1811. Il est également adoubé chevalier par le régent britannique. 
Ses voyages le mènent ensuite en Orient, et notamment en Perse, dans le Caucase, en Turquie, et à Bagdad. Il livre notamment de nombreux dessins de Persépolis, copie des inscriptions royales achéménides cunéiformes, étudie des reliefs rupestres dont celui de Salmas qu'il découvre.   
En 1826, il devient consul au Venezuela, et est fait commandeur de l’ordre guelfique royal (ou ordre guelfique de Hanovre) pour services rendus. Il quitte le Venezuela en 1841, et rentre à Saint-Pétersbourg où il meurt un an plus tard.